# Love Hina
Love Hina (ラブ ひな, Rabu Hina) is een 123 hoofdstukken tellende Japanse manga en een 30 afleveringen tellende animeserie.
Het verhaal gaat over een jongen die toen hij vijf jaar oud was samen met een meisje een belofte deed om te gaan studeren aan de Universiteit van Tokyo. 15 jaar later herinnert hij zich nog steeds die belofte, maar hij weet niet meer hoe het meisje heette of hoe ze eruitzag.

## Verhaal
Het verhaal draait om de 19-jarige Keitaro Urashima, die wanhopig probeert om toegelaten te worden tot het prestigieuze Universiteit van Tokyo (afgekort tot Tokyo U of Todai in de originele Japanse versie; een samentrekking van Tokyo Daigakku). Dit doet hij om een belofte waar te maken die hij 15 jaar eerder deed tegenover een meisje dat hij nu beschouwt als de liefde van zijn leven. Hij wordt de manager van "Hinata House", dat van zijn familie is en dat momenteel een verblijfplaats is voor meisjes.
Na vele strubbelingen wint hij het respect van de meisjes en uiteindelijk ook hun hart. Vanaf het begin is hij het slachtoffer van diverse lichamelijke mishandelingen, welke een rode draad door de serie vormen. Keitaro heeft hoofdzakelijk interesse in Naru Narusegawa, ofschoon de andere meiden ieder hun eigen vorm van affectie jegens hem tentoonspreiden (zoals een goede vriend, een speelkameraad, een playmate en een onschuldig onderwerp van verliefdheid). De relatie tussen Keitaro en Naru wordt bemoeilijkt doordat diverse meisjes verliefd op hem worden.

## Personages
Keitaro Urashima
Een negentienjarige student die wanhopig probeert om toegelaten te worden tot Tokyo University om een belofte na te komen die hij vijftien jaar eerder aan een meisje deed. Dit is niet zo makkelijk, aangezien hij geen geluk heeft en moeite heeft met studeren. Hierdoor zakt hij drie keer voor het toelatingsexamen. Door zijn grootmoeder wordt hij de manager van de Hinata House. Door zijn klunzige gedrag komt hij dikwijls in diverse problemen met de aanwezige meisjes. Ondanks zijn tekortkomingen bedoelt hij het goed, is hij vriendelijk en vastberaden, waardoor hij uiteindelijk de harten van de meisjes wint. Zijn groeiende doch niet vrij van problemen zijnde relatie met Naru is waar het in het verhaal om gaat.
Naru Narusegawa
Een achttienjarige studente die in het Hinata House verblijft. Ze heeft een bijzonder opvliegend karakter en kan flink uit haar dak gaan geven (voornamelijk ten opzichte van Keitaro, als ze hem ervan verdenkt haar te begluren). Van alle meisjes heeft zij het meest te lijden onder Keitaro's onhandigheid. Omdat ze graag naar Tokyo University wilde, was ze op school de beste studente. Het vele studeren heeft er echter toe geleid dat ze ernstig bijziend is en een sterke bril nodig heeft. Ze ontwikkelt gevoelens voor Keitaro, maar heeft grote moeite om dit toe te geven.
Mutsumi Otohime
Een zachtaardige, zwakke en onhandige 21-jarige vrouw uit Okinawa. Zij valt vaak flauw en op een zodanige manier dat het lijkt of ze niet meer leeft. Ze wordt ook wel beschreven als een grote zus, lief, zorgzaam en verstrooid. Net als Keitaro is ze drie keer gezakt voor het toelatingsexamen, maar dit werd veroorzaakt door zaken als het niet invullen van de naam en flauwvallen vlak voor het examen. Ze wordt ook wel "de vrouwelijke Keitaro" genoemd, omdat ze net zo onhandig is als hij.
Shinobu Maehara
Een dertienjarige scholiere die heel verlegen is. Ze houdt van schoonmaken en koken en houdt zich bezig met de meeste huishoudelijke taken in de Hinata House. Ze wordt verliefd op Keitaro en noemt hem "sempai" (een uiting van respect en bewondering). Zij is de enige die Keitaro niet mishandelt; in plaats daarvan wordt ze emotioneel en huilt ze, zodat Keitaro zich schuldig voelt.
Motoko Aoyama
Een vijftienjarige scholiere met een formeel karakter en een beoefenaar van kendo. Haar kamer ziet eruit als die van een samoerai. Haar familie heeft een school gespecialiseerd in opleiding van zwaardvechters tegen boze geesten. Ze is zeer behendig met de katana. Motoko heeft een schildpaddenfobie en is bang voor haar zuster, die nog bekwamer is in het zwaardvechten dan zij. Ze moet aanvankelijk niets hebben van Keitaro, maar ontwikkelt uiteindelijk een soort van respect voor hem en enige mate van affectie (tot haar ongenoegen).
Kaolla Su
Een dertienjarige uitwisselingsstudente. Ze is heel speels en vertoont geen enkel teken van volwassenheid. Door haar tomeloze energie is Keitaro het voornaamste slachtoffer, maar blijft desondanks iets onschuldigs over zich houden. Ze is zeer technisch en vindt de vreemdste dingen uit. Wanneer er een rode maan verschijnt verandert ze in haar volwassen versie.
Mitsune Konno
Een 20 jaar oude freelance schrijver (alhoewel ze niet veel aan schrijven toekomt) die vaak snode plannetjes smeedt. Haar bijnaam is "kitsune", wat Japans is voor vos. Ze is een verstokte vrijgezel, houdt van een gemakkelijk leven, gokken en is vaak dronken. Ze houdt ervan om Keitaro te treiteren. Ze is een schoolvriendin van Naru.